# Villars-Saint-Georges
Villars-Saint-Georges és un municipi francès situat al departament del Doubs i a la regió de Borgonya - Franc Comtat. L'any 2007 tenia 245 habitants.

## Demografia

### Població
El 2007 la població de fet de Villars-Saint-Georges era de 245 persones. Hi havia 86 famílies de les quals 13 eren unipersonals (4 homes vivint sols i 9 dones vivint soles), 30 parelles sense fills, 39 parelles amb fills i 4 famílies monoparentals amb fills.
La població ha evolucionat segons el següent gràfic:
Habitants censats

### Habitatges
El 2007 hi havia 104 habitatges, 92 eren l'habitatge principal de la família, 10 eren segones residències i 2 estaven desocupats. 100 eren cases i 2 eren apartaments. Dels 92 habitatges principals, 81 estaven ocupats pels seus propietaris, 6 estaven llogats i ocupats pels llogaters i 5 estaven cedits a títol gratuït; 3 tenien dues cambres, 3 en tenien tres, 10 en tenien quatre i 76 en tenien cinc o més. 88 habitatges disposaven pel capbaix d'una plaça de pàrquing. A 33 habitatges hi havia un automòbil i a 52 n'hi havia dos o més.

### Piràmide de població
La piràmide de població per edats i sexe el 2009 era:
| Homes | Edats   | Dones |
| ----- | ------- | ----- |
| 4     | 95 o +  | 0     |
| 4     | 90 a 94 | 0     |
| 0     | 85 a 89 | 4     |
| 0     | 80 a 84 | 12    |
| 0     | 75 a 79 | 0     |
| 0     | 70 a 74 | 0     |
| 4     | 65 a 69 | 4     |
| 4     | 60 a 64 | 4     |
| 12    | 55 a 59 | 8     |
| 4     | 50 a 54 | 8     |
| 8     | 45 a 49 | 12    |
| 8     | 40 a 44 | 0     |
| 8     | 35 a 39 | 8     |
| 0     | 30 a 34 | 8     |
| 0     | 25 a 29 | 4     |
| 12    | 20 a 24 | 8     |
| 0     | 15 a 19 | 4     |
| 8     | 10 a 14 | 16    |
| 0     | 5 a 9   | 8     |
| 4     | 0 a 4   | 4     |

## Economia
El 2007 la població en edat de treballar era de 175 persones, 133 eren actives i 42 eren inactives. De les 133 persones actives 129 estaven ocupades (70 homes i 59 dones) i 4 estaven aturades (3 homes i 1 dona). De les 42 persones inactives 6 estaven jubilades, 26 estaven estudiant i 10 estaven classificades com a «altres inactius».

### Ingressos
El 2009 a Villars-Saint-Georges hi havia 98 unitats fiscals que integraven 252 persones, la mediana anual d'ingressos fiscals per persona era de 20.873 €.

### Activitats econòmiques
Dels 6 establiments que hi havia el 2007, 1 era d'una empresa de fabricació d'altres productes industrials, 2 d'empreses de construcció, 1 d'una empresa de comerç i reparació d'automòbils, 1 d'una empresa d'hostatgeria i restauració i 1 d'una empresa de serveis.
L'únic servei als particulars que hi havia el 2009 era un guixaire pintor.

## Poblacions més properes
El següent diagrama mostra les poblacions més properes.